# Robert Benson (ijshockeyspeler)
Robert John Benson  (Davidson, Saskatchewan, 18 mei 1894 - Winnipeg, Manitoba, 7 september 1965) was een Canadese ijshockeyspeler. Benson mocht met zijn ploeg de Winnipeg Falcons Canada vertegenwoordigen op de Olympische Zomerspelen 1920 in Antwerpen. Met zijn ploeg won Benson de gouden medaille. In het seizoen 1924-1925 kwam Benson uit in de NHL voor de Boston Bruins.